# Igreja de Santa Clara de Assis (Santa Clara-a-Velha)
A Igreja de Santa Clara de Assis, igualmente conhecida como Igreja Paroquial de Santa Clara-a-Velha, é um monumento religioso na aldeia de Santa Clara-a-Velha, no Município de Odemira, em Portugal.

## Descrição
O edifício situa-se junto à Alameda da Índia e ao Largo Dr. Oliveira Salazar, na povoação de Santa Clara-a-Velha.
Integra-se nos estilos manuelino, barroco e vernacular, sendo um exemplo de um edifício construído pela Ordem Militar de Santiago. Apresenta uma planta de configuração longitudinal, formada por uma só nave, a capela-mor, a torre sineira e outros compartimentos. Tanto a nave como as capelas mor e lateral possuem coberturas de duas águas, de forma diferenciada. A fachada principal da igreja está virada para ocidente, e tem um só pano ladeado por pilastras, que é rematado por uma empena semi-circular de traçado recortado, com uma cruz latina no topo. As pilastas são encimadas por urnas sobre plintos. O portal principal tem moldura de argamassa com arco de volta perfeita, e acima abre-se um janelão com verga em forma de arco abatido. No lado Sul encontra-se a torre sineira, adossada à igreja, seguindo-se a parede correspondente à nave, onde se abre uma porta lateral, e depois o volume da capela lateral, que termina numa empena decorada com pináculos piramidais sobre os vértices. Em seguida encontra-se a parede da capela-mor, com um janelão. A fachada oriental é cega e termina numa empena de forma triangular, enquanto que o lado Norte possui uma porta e três janelas. Na torre sineira, a fachada orientada para Oeste tem um só pano ladeado por pilastras, onde se abre um olhal em arco de volta perfeita, sobrepujado pelo relógio. A torre termina numa cúpula escalonada em coruchéu, com pináculos nos cantos, e no topo possui um catavento em forma de figura humana com um cajado.
No interior, a nave divide-se em três planos, sendo o acesso feito através de um guarda-vento em madeira. No lado da epístola encontram-se uma pia de água benta em cantaria, composta por uma fonte circular sobre uma base octogonal, e uma capela lateral num nicho em arco de volta perfeita, com um retábulo decorado com talha dourada e policromada. Na parede oposta situa-se uma abertura em arco de volta perfeita que dá acesso a vários anexos, e sem seguida situa-se a caixa do púlpito, construído em madeira policromada, embora a porta de acesso tenha sido emparedada. Depois abre-se um nicho com arco de volta perfeita, onde se encontra outra capela lateral. A nave está dividida da capela-mor por um arco triunfal de volta perfeita, com um moldura em argamassa suportada por pilastras e com chave saliente. Em cada lado do arco encontra-se um altar colateral, ornamentado com talha dourada e policromada. A capela-mor tem uma abóbada com cruzaria de ogivas chanfradas, cuja chave, em cantaria, ostenta a cruz de cristo. O retábulo do altar-mor está decorado com talha dourada e policromada, e tem um sacrário e três nichos.

## História
A igreja foi construída na primeira metade do século XVI, pela Ordem de Santiago. Na centúria seguinte foi instalado o altar lateral, enquanto que os altares com talha dourada são de meados do século XVIII. O imóvel foi alvo de extensas obras de restauro na década de 1980, que abrangeram a cobertura e os pavimentos, tendo sido igualmente retiradas as mesas de altar, emparedado o púlpito, e recuperados os retábulos de talha dourada.